# Hesyt-1

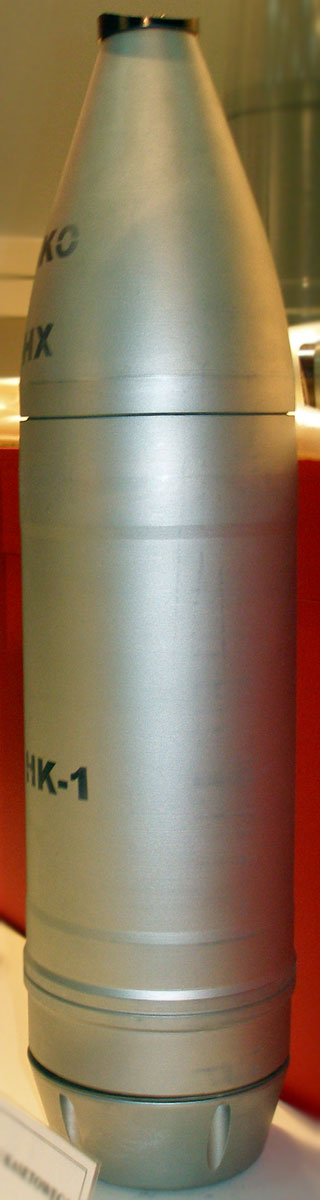
Hesyt-1

Hesyt-1 – polski kasetowy pocisk artyleryjski kalibru 122 mm. Przenosi podpociski GKO o działaniu kumulacyjno-odłamkowym. Uzbrajany zapalnikiem MZR-96. Produkowany przez Zakłady Metalowe DEZAMET SA.

## Dane taktyczno-techniczne
- Kaliber: 122 mm
- Długość: 559 mm
- Masa: 23 kg
- Liczba podpocisków: 20 szt.
- Donośność: 15 000 m